# Bertran de Sant Roscha
Bertran de San(t) Roscha, francesizzato in Bertran de Saint-Roscha (fl. XIII secolo), è stato canonico di Sain-Etienne a Tolosa e trovatore occitano attivo nella prima metà del XIV secolo.
Gli vengono attribuite tre cansos in un manoscritto, premiate ai Jeux floraux dal Consistori di Tolosa:
- Aras can vey lo fin pretz cum es nobles (canso dança)
- Non pux tenir quez eu de mort no·m tema
- Sofren perylls d'amors, affan e pena (canso enamorada)